# São Tiago (Minas Gerais)
São Tiago es un municipio brasileño del estado de Minas Gerais. Su población estimada en 2018 es de 10 992 habitantes, según el Instituto Brasileño de Geografía y Estadística (IBGE).

## Historia
Fue creado como distrito en 1855, subordinado al municipio de Bom Sucesso. Logró la autonomía municipal en 1948. Posee dos distritos: São Tiago y Mercês de Água Limpa.

## Clima
Según la clasificación climática de Köppen, el municipio se encuentra en el clima tropical de altitud Cwa.